# غرفة الكهرمان

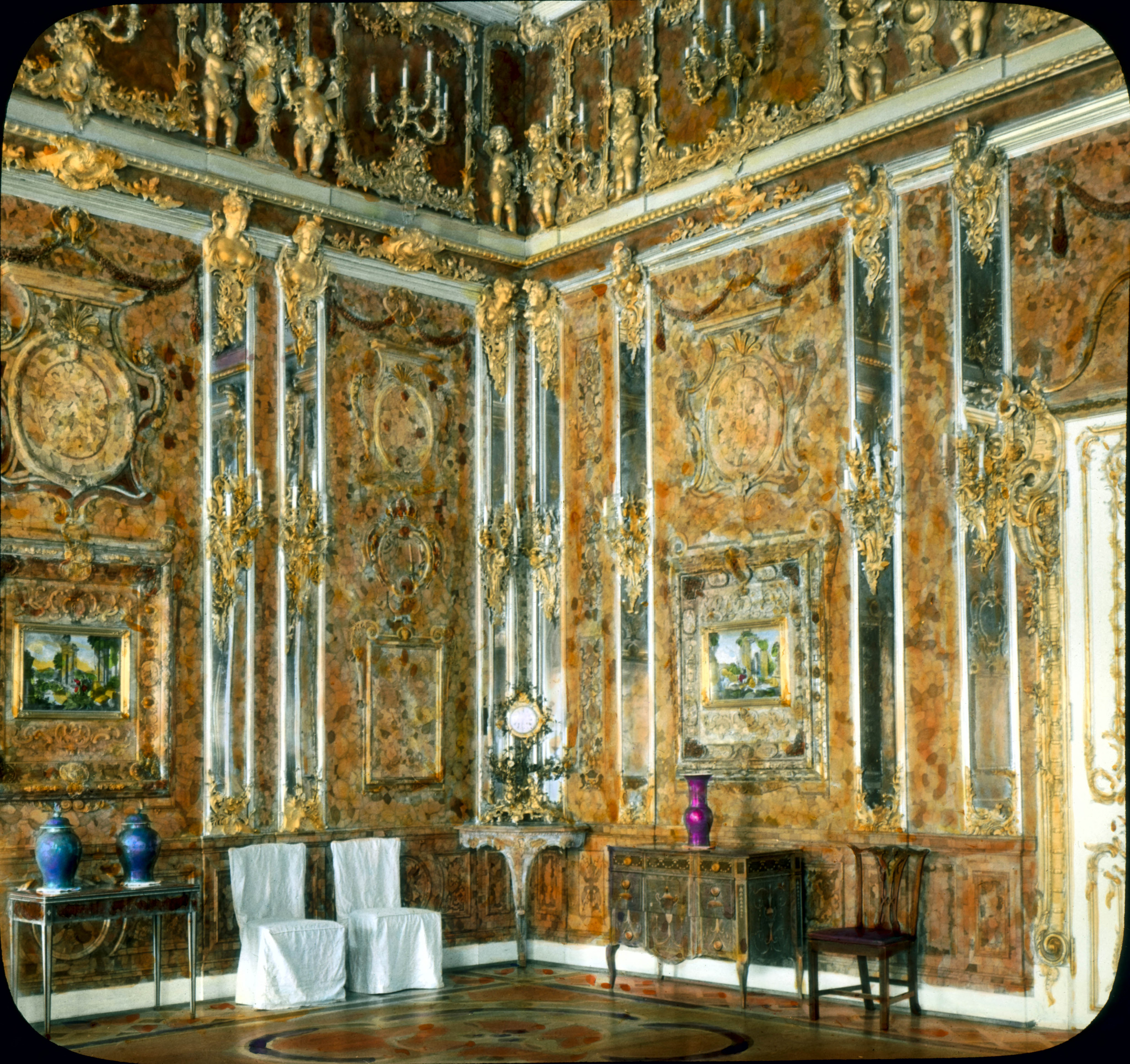
صورة للغرفة في سنة 1931

غرفة الكهرمان (بالروسية: Янтарная комната) هي غرفة معادة البناء مغطاة بلوحات الكهرمان ومحاطة بالذهب والمرايا يتواجد في قصر كاثرين في روسيا، تم تصميمها من قبل المعماري الألماني أندرياس شلوتر ومن الحرفي الدنماركي غوتفريد فولفرام في سنة 1701 حيث بنوها في البداية في قصر شارلتنبرغ في برلين في بروسيا. بقيت في بروسيا حتى سنة 1716 عندما أهداها الملك البروسي فريدرش فيلهلم الأول إلى حليفه بطرس الأكبر قيصر روسيا، وألذي طورها لتصل مساحتها إلى 55 متر و6 طن من الكهرمان. الغرفة تم نهبها من قبل الألمان أثناء الحرب العالمية الثانية وأخذت إلى كونيغسبيرغ، في سنة 1979 تمت المباشرة بإعادة بنائها. يتم وصفها بعجيبة الدنيا الثامنة.